# Castello di Fabbrica
Il castello di Fabbrica è una dimora signorile situata in località Fabbrica, nel comune di San Casciano in Val di Pesa, nella città metropolitana di Firenze.

## Storia
L'edificio è costituito da una villa edificata sui resti di un castello la cui prima menzione risale a due documenti del 1013. Il castello era di proprietà della famiglia degli Scolari nel 1098, quando Uguccione degli Scolari lo donò al vescovo di Firenze. Nel 1269 alcune proprietà del castello furono danneggiate dai Ghibellini. Nel 1298 la proprietà apparteneva ancora al vescovo fiorentino, ma successivamente venne acquistato dai Buondelmonti, che all'interno del borgo di Fabbrica già possedevano delle abitazioni.
La loro proprietà durò fino all'estinzione del casato nel XIX secolo.
Passo per eredità alla famiglia Rinuccini dai quali pervenne ai Corsini. Successivamente fu proprietà dei conti Piatti Del Pozzo e della famiglia Vicini. Oggi è sede di una azienda agricola.

## Architettura
Un lungo viale di cipressi dà accesso alla villa. Fuori dalle mura del castello si notano numerose abitazioni che per la loro edificazione hanno usato materiale edilizio medievale.
La villa, posta al culmine di una salita, è costituita da un corpo centrale affiancato da due ali, una delle quali edificata dopo la seconda guerra mondiale. Di fronte all'edificio principale vi sono state edificate in epoca recente alcune costruzioni per uso di fattoria.
Tutta la sommità del colle, su cui è stata edificata la villa, è circondata da mura difensive, unica testimonianza del castello altomedievale. La parte posta sul lato della strada presenta una cortina muraria costituita da piccole pietre appena sbozzate. Sempre sullo stesso lato è ancora presente un torrione cilindrico costruito a cavallo delle mura. Un altro torrione era situato sul lato opposto ma fu distrutto durante l'ultima guerra.
Sul lato sud del complesso è situata la chiesa di Sant'Andrea.
Ai piedi del colle si vede il podere Mercatale, costituito da due case coloniche, che come rivela il toponimo era utilizzato come sede del mercato che i Buondelmonti avevano organizzato sulla piana del fiume Pesa.